# Johanna Otho
Johanna Otho oder Johanna Othonia Mayart (* 1549 in Gent; † nach 1621 vermutlich in Antwerpen) war eine flämische Humanistin und neulateinische Dichterin, die als Exulantin in Duisburg, London, Straßburg und in Antwerpen wirkte.

## Leben
Johanna Otho war die Tochter des flämischen Humanisten und Pädagogen Johann Otho (um 1520–1581). Sie wurde um 1549 in Gent geboren. Johanna war sehr gebildet, schrieb neulateinische Gedichte und konnte Griechisch und Hebräisch:

„Also wird es mir nichts schaden, dass ich Latein verstehe
oder fachkundig griechische Bücher aufschlagen kann.“

### Exil in Duisburg
1557 musste Johanna als verfolgte Protestantin aus Flandern fliehen. Sie begleitete ihren Vater, der ebenfalls vertrieben wurde, in das niederrheinische Exil nach Duisburg.
Besonders gefördert wurde Johanna Otho von dem Humanisten Karl von Utenhove (1536–1600), einem ehemaligen Genter Schüler ihres Vaters, der ihr Gedichte widmete und die Publikation ihrer Werke unterstützte. Karl von Utenhoves Vater Karl von Utenhove der Ältere (um 1500–1580) lebte im benachbarten Friemersheim im Exil.
Erhalten ist ein neulateinischer Brief Johanna Othos, den sie 1566 an die 19-jährige Camille de Morel (1547–nach 1611) in Paris schrieb, eine Schülerin ihres Mentors Karl von Utenhove d. J. und Tochter des berühmten Gelehrten Jean de Morel (1511–1581). In diesem Brief wird ein Bruder erwähnt, der sich gerade in Paris aufhielt. Johanna Otho berichtet auch von einem Besuch, den Karl von Utenhove kurz zuvor bei ihrer Familie in Duisburg gemacht hat.

### Heirat und Familie
Nach 1566 heiratete Johanna Otho den Advokaten beim Rat von Flandern Magister („meester“) Willem (William, Guielemus, Jacques-Guillaume) Mayaert (Mayardus, Maillart, Maeyaert) († 1571/77) aus Gent, Sohn des Prokurators des Rates von Flandern Bauduwyn (Baudouin, Boudewijn) Maeyaert († 1563).
Die Brüder Willem und Lucas Mayaert († nach 1586), beide Advokaten, hatten eine Rolle bei calvinistischen Genter Bildersturm gespielt; im Juli 1566 rettete Willem den Prediger Nicasius van der Schuere mit dem Einsatz seines Privatvermögens vor dem Inquisitor Pieter Titelmans (1501–1572). Im November 1568 wurden beide von Herzog Alba (1507–1582) aus den Spanischen Niederlanden verbannt.
Vermutlich lebte Johanna Otho mit ihrem Mann in England. Willem Mayaert wurde im April 1568 zusammen mit Jan Ingelram (Ynghelram, Enghelram) († nach 1570) als Abgesandter des Londoner Kirchenrates nach Genf, Lausanne, Zürich, Bern und Heidelberg geschickt, um Gutachten über die „27 Artikel“ der niederländischen Flüchtlingsgemeinde einzuholen, und erscheint bis 1571 in den Londoner Kirchenrats-Protokollen. Meester Lucas Mayaert war nach dem Londoner Exil ab 1578 „Pensionnaire“ (Erster Magistratsbeamter) in Gent und 1579 einer der Unterzeichner der Utrechter Union; er entkam nach dem Ende der Genter Republik 1586 aus dem Gefängnis in der Burg Gravensteen.
In einem 1616 veröffentlichten Bittgedicht an Erzherzog Albrecht VII. von Österreich (1559–1621), der ab 1599 mit dem Titel eines Herzogs von Burgund als Generalgouverneur die Spanischen Niederlande regierte, erwähnt die „hilflose Witwe“ (imbellis vidua) Johanna Otho einen einzigen Sohn (unicus filius), der mit ihr lebt.

### Besuche in Gent
1577 war Johanna Otho verwitwet („Guilielmi Mayardi vidua“) und kam nach der Genter Pazifikation zu einem Besuch nach Gent. Der Humanist Jakob Yetzweirt (1541–nach 1577), den sie auf dieser Reise traf, widmete ihr 1577 ein Gedicht. Auch um das Jahr 1599 soll Johanna Otho in Gent gewohnt haben.

### Von Duisburg nach Straßburg
Paul Melissus (1539–1602) ließ der „Othonia“ über Karl von Utenhove literarisch Grüße ausrichten (veröffentlicht 1586). Um diese Zeit scheint Johanna Otho wieder bei ihrem Vater am Niederrhein gelebt zu haben, denn im gleichen Zusammenhang wird auch die in Köln lebende Nichte Utenhoves, die Humanistin und Dichterin Anna von Palant (um 1550–1599) gegrüßt.
1613 hielt sich Johanna Otho in Dortmund auf, wo sie im „Neuen Hospital“ oder „Gasthaus“ für bedürftige Reisende („arme elende wandernde pilgrime“) am unteren Westenhellweg Unterkunft fand: „Joanna Otthonia von Gent in Flandern eine Frouwe, welche perfect vnd vollen kommen Latein redden konte hatte sich ein latinische Carmen den Heeren vbergieben“.

### Straßburg
Johanna „Othoniana“ erhielt 1615 von Herzog Johann Friedrich von Württemberg (1582–1628) aufgrund einer lateinisch abgefassten Bittschrift ein Geschenk von 8 Gulden und für ein lateinisches Gedicht zur Taufe eines seiner Kinder weitere 6 Gulden. Die Generalstaaten gewährten ihr 1615 eine Unterstützung von 12 Gulden, nachdem ein entsprechendes Gesuch 1608 noch abgelehnt worden war.
1616 widmete Johanna Otho ihren in Straßburg erschienenen Gedichtband „Carminum diversorum libri duo“ Herzog Johann Friedrich von Württemberg, der 1608 die Protestantische Union gegründet hatte, zu der auch die Freie Reichsstadt Straßburg gehörte.
Das erste Buch wird eingeleitet mit Gedichten auf die Situation in der belgischen Heimat, Epicedien, Epitaphien und Epithalamien auf Königin Elisabeth I. (1533–1603) und König Jakob I. (1566–1625) von England, König Heinrich IV. (1589–1610), Kurfürst Friedrich V. von der Pfalz (1596–1632) und seine Frau Elisabeth Stuart (1596–1662), Erzherzog Albrecht VII. von Österreich, die Herzöge Wilhelm (1516–1592) und  Johann Wilhelm von Kleve-Jülich-Berg (1562–1609), Landgraf Moritz von Hessen-Kassel (1572–1632), die Herren der Vereinigten Provinzen und Statthalter Moritz von Oranien (1567–1625).
Unklar ist, wer mit dem „Condestable de Castilla, Conde de Haro“ gemeint ist, dessen Unterstützung Johanna Otho erbat; zeitgenössisch führte diese Titel der Herzog von Frías Juan Fernández de Velasco y Tobar (* um 1550; † 1613), ein Handschriften- und Kunstsammler, habsburgischer Gouverneur von Mailand und Diplomat.
Dann folgen Gedichte an vornehme Straßburger Studenten wie Graf Johann Reinhard I. von Hanau (1559–1626). Johanna Otho würdigt vor allem protestantische (reformierte) Personen aus den Ländern der Habsburger-Monarchie; aus Schlesien etwa den Humanisten, Juristen und Dichter Jakob von Bruck-Angermundt (um 1580–um 1622), der als Erzieher (Präzeptor) der ebenfalls mit Gedichten bedachten Adeligen Johann Bernhard II. Maltzan (1597–1667), Freiherr von Wartenberg, Johann Georg Czigan, Freiherr von Slupsko zu Freystadt und Dobroslawitz, Joachim und Andreas d. J. von Kochtizky (Kochtschütz), Freiherren von Kochticz und Lubliniec, und Christoph Ernst von Prittwitz zu Laskowitz 1615 eine Studienreise nach Leipzig, Jena und Straßburg unternommen hatte. Aus Schlesien stammen auch Johann Georg und Heinrich Noah (1593–1625) von Czettritz, Freiherren zu Neuhaus und Adelsbach.
Aus Österreich-Ungarn werden Graf Stephan Ursini von Blagay, Sigmund (1597–1656) und Franz Khevenhüller, Freiherren zu Aichberg, Franz Listhius († 1630), Freiherr zu Köpcsény, Prellenkirchen und Kabold, Herr zu Somlyó, Christoph XI. (1596–1659) und Sigmund (1600–1673) Welzer, Freiherren zu Eberstein, Freiherr Karl Schmidt, Johann Georg, Freiherr von Eck, oder der später als Sozinianer bekannt gewordene Freiherr Johann Ludwig von Wolzogen (1596–1658) von Johanna Otho mit Gedichten bedacht.
Eines der Gedichte in den „Carminum diversorum libri duoI.“ ist unter dem Pseudonym „Leo de tribu Juda Radix Jessae“ (= der Löwe aus dem Stamm Juda von der Wurzel Jesse, vgl. Offb 5,5  u. a.) der „Virgo Belgica Gandavensis“ gewidmet. Damit wird das Motiv des „Leo Belgicus“ aufgegriffen und abgewandelt.
Der zweite Band der „Carmina“ würdigt Vertreter der Straßburger Republik und der Straßburger Akademie: den Rektor und Professor der Eloquenz (Rhetorik) Marcus Florus (1567–1626), den Professor für Medizin,  Physik und Philosophie Johann Ludwig Hawenreuter (1548–1618), den Professor für Rechtswissenschaft Caspar Bitsch (1579–1636) aus Haguenau, den Professor für Geschichte Matthias Bernegger (1582–1640), Caspar Brülow (1585–1627), Präzeptor der zweiten Klasse, später Professor für Rhetorik, den Sekretär und Registrator, Liz. jur. utr. Johann Reinhard Storck († 1642/54), Dr. jur. utr. Gottfried Baudisius d. Ä. (1594–1640), Mag. Michael Franck aus Stuttgart und den Rechtsstudenten Friedrich Rebhuhn (Rephuen) aus Gollnow.
Nach einigen thematischen Gedichten folgt eine Würdigung der Straßburger Ratsherren Johann Simon von Brumbach (1572–1618), Mag. Christoph Koleffel (Kohllöffel) (1540–1620) und Peter Storck (1554–1627), dem Scholarchen der Akademie sowie 1608, 1614 und 1620 Ammann von Straßburg. Den Band schließen Gedichte auf die Humanisten Jakob Yertzwert, Karl von Utenhove, Guilielmus à Malda und Carl de Boissot (Carolus Boisotus) ab.

### Letzte Jahre
Schon in dem 1616 in Straßburg erschienenen Gedichtband Carminum diversorum libri duo schrieb Johanna Otho, der „Dux Αρχή (= Erzherzog)“ – Albrecht VII. von Österreich – habe ihr sehr geholfen, und von Österreich sei ein Wechsel („syngrapha“) ausgestellt worden. Albrecht VII. war als Mäzen bekannt. 
1616 erhielt die „Belgierin“ Johanna Othonia eine außergewöhnlich großzügige Geldzuwendung aus dem Almosen-Fonds des Wenzelskollegs in Prag, die ihr jedoch unzureichend erschien, weil sie mehr Geld für die Ausfertigung eines kaiserlichen Mandates – wohl des Reichshofrates in Prag unter Kaiser Matthias, vielleicht ein Druckprivileg – benötigte. Das Wenzelskolleg und die Prager Universität standen noch bis 1620/22 unter dem Einfluss der protestantischen Utraquisten.
Johanna Otho lebte nach 1616/17 in Antwerpen. Franciscus Sweertius (1567–1629) berichtet von einem Gespräch, das er dort mit ihr, Archidiakon Laurens Beyerlincx, S. J. (1578–1627) und dem Arzt Dr. Ludwig Nonius (1553–1645) in seinem Haus geführt hatte. 1617 widmete Johanna Otho eine Auswahl ihrer Gedichte unter dem Titel „Poematia, sive lusus extemporanei“ ihren Musenfreunden (Apollonis Musarumque alumnis) aus dem Umfeld des Gymnasiums beim 1607 wiedergegründeten Augustinerkloster in Antwerpen. Die Zensurfreigabe für das Buch erteilte Laurens Beyerlincx.
Neben thematischen Gedichten, die bereits 1616 veröffentlicht worden waren, enthält der Band unter anderem Epigramme auf Franciscus Sweertius und Heinrich van der Goes, Herr von Bautersem. Im Vorwort schrieb Johanna Otho selbstbewusst:

„Ihr solltet euch nicht wundern, dass eine Frau – die nach Meinung des Philosophen viel unvollkommener als ein Mann ist – diese kleinen Blumen im Garten der Aoniden gesammelt hat: Wo doch feststeht, dass die Musen, Nymphen und ihresgleichen selbst unseres Geschlechtes waren.“

1620 erhielt „Jeanne Ottonia“ eine Gratifikation von 30 Livres für die Widmung und das Geschenk eines lateinischen Buches an „Ihre Hoheiten (Leur Altèzes)“, den Erzherzog und seine Frau Isabella Clara Eugenia von Spanien (1566–1633), aus der Rechnungskammer der Spanischen Niederlande in Lille. Um 1621 verfasste Johanna Otho im Alter von 72 Jahren ein „Epitaph“ auf den verstorbenen Erzherzog Albrecht VII. von Österreich.
Der Oratorianer (Adam) Petrus de Swert (* um 1694; † um 1759), der ihr genaues Todesdatum nicht kannte, rechnete Johanna Otho – vermutlich wegen der Notiz des Franciscus Sweertius von 1628 – unter die katholischen Autorinnen Belgiens.

## Werke
- Epitaph auf Johann Otho (um 1581). In: Franciscus Sweertius: Athenae Belgica sive nomenclator Infer. Germaniae scriptorum. Gulielmus a Tongris (Willem van Tongeren), Antwerpen 1628, S. 458 (Google-Books)
- Johannae Othoniae foeminae Flandriae. Viri clarissimi, domini Guilielmi Mayarti, in Provinciali consilio Flandriae quondam Advocati consultissimi, Carminum diversorum libri duo. Anton Bertram d. Ä., Straßburg 1616 (Digitalisat der Bayerischen Staatsbibliothek München)
- Poematia, sive lvsvs extemporanei Ioannae Othoniae Poëtriae Gandensis, Ioan[nis] Othonis viri clariss[imi]. F[iliae]. Viduae Gvlielmi Mayart, in Prouinciali Consilio Flandriae quondam Aduocati. Gulielmus à Tongris (Willem van Tongeren), Antwerpen 1617 (Google-Books)